# Museo Nacional de la República de Baskortostán
El Museo Nacional de la República de Baskortostán es la institución presupuestaria estatal de cultura y arte. Es el más grande de Baskortostán y uno de los más antiguos de Rusia. Fue creado en 1864 como el Museo Provincial de Ufá.

## Historia
El museo fue fundado el 23 de abril de 1864 por el Comité Provincial de Estadística de la provincia de Orenburg por iniciativa de varios miembros del comité (KA Bukh, NA Gurvich, AA Pekker, VI Vlasov) con la participación activa del gobernador GS Aksakov. Desde diciembre de 1989, el museo se encuentra en el edificio del antiguo Banco de Tierras Campesinas. 
El edificio del antiguo Banco de Tierras Campesinas (1912, arquitecto A.V. Drucker) con un anexo (1943-1945) y una dependencia de 1906-1908 es un monumento arquitectónico. K.A. Bukh, V.I. Vlasov, N.A. Gurvich, A.B. Ivanitsky, A.A. Peker y otros participaron en la creación del museo. 
El nombre del mismo ha cambiado varias veces: desde 1919 fue el Museo Histórico y Social de Ufa del Este, desde 1921, Museo de los Urales del sur, desde 1947, Museo Estatal de Historia Local, desde 1958, Museo Republicano de Historia Local, desde 1984, Museo Unido del Estado Bashkir y desde 1993 lleva el nombre moderno. 
Las primeras colecciones se basaron en muestras de productos de la industria local, exhibiciones numismáticas, entomológicas, botánicas, zoológicas, históricas y arqueológicas. La primera expedición etnográfica a Turkestán (1920) jugó un papel importante en la reposición del museo con nuevas exhibiciones. En 1926, el museo constaba de departamentos geológicos, zoológicos, arqueológicos históricos, orientales y etnográficos, que incluían subdivisiones dedicadas a la cultura de los pueblos tártaros, rusos y chuvash. En 1937, aparecieron departamentos dedicados a la naturaleza e historia de la colonización de la región (asentamiento humano). 

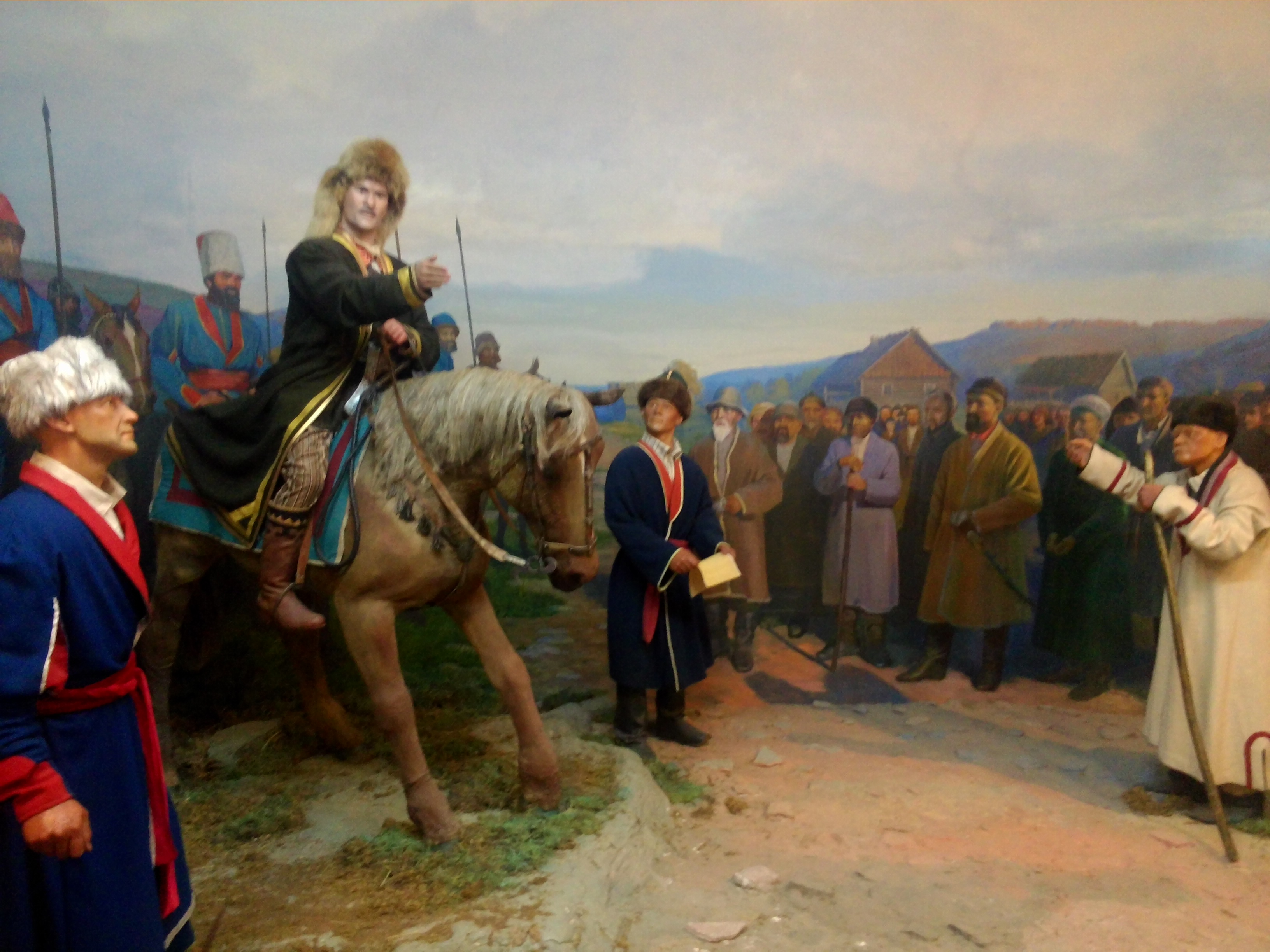
Episodio del levantamiento de Pugachev de 1773-1775

A principios de la década de 1930, el personal del museo inició la organización de exposiciones temáticas (1933-1934, 1938-1939). Las exhibiciones también se realizaron en los parques de cultura y recreación, se prestó especial atención a la exhibición de temas históricos y revolucionarios y se propagaron los éxitos de la construcción socialista. Durante la Segunda Guerra Mundial, en 1941-1945, la exposición se desvaneció, las colecciones se colocaron en habitaciones inadecuadas y como resultado se perdieron más de la mitad. En 1947, el museo fue reabierto a los visitantes. 
En la década de 1950-60, se reanudó la colección de exhibiciones y la exposición del museo fue completamente reconstruida; Desde finales de la década de 1970, el Museo Nacional se ha convertido en el centro de la actividad de museos nacionales. En 2001-2003, el edificio fue sometido a reparaciones importantes. El Museo Nacional de la República de Bashkortostán es el principal museo ubicado en la ciudad de Ufa. Como parte del museo nacional 10 museos estatales funcionan como sucursales, 6 de los cuales están ubicados en ciudades y 3 en áreas rurales.
Existen cuatro departamentos en el museo.
- Arqueología
- Etnografía
- Historia Natural
- Historia de la región

El departamento de historia de la región es el más grande en número de exhibiciones y salas. Se divide en diez segmentos históricos. El primero es Bashkortostán de los siglos XV-XVII, en el salón hay un maniquí vestido de bashkir de la época. Hay ejemplos de asentamientos. En un lugar destacado separado está el diseño del asentamiento original de Ufa. 
El segundo es un levantamiento liderado por Yemelyan Pugachev (1773-1775). En el territorio de Bashkortostán, tuvieron lugar algunos de los eventos más importantes de este motín. El museo tiene una exposición de batalla y otros eventos de la época. Otras salas: Bashkortostán de la primera mitad del siglo XIX, a fines del siglo XIX y principios del XX, Revolución y guerra civil, 1920-30, Segunda Guerra Mundial, 1950-60, 1970-80 y Bashkortostán actual. 

## Galería

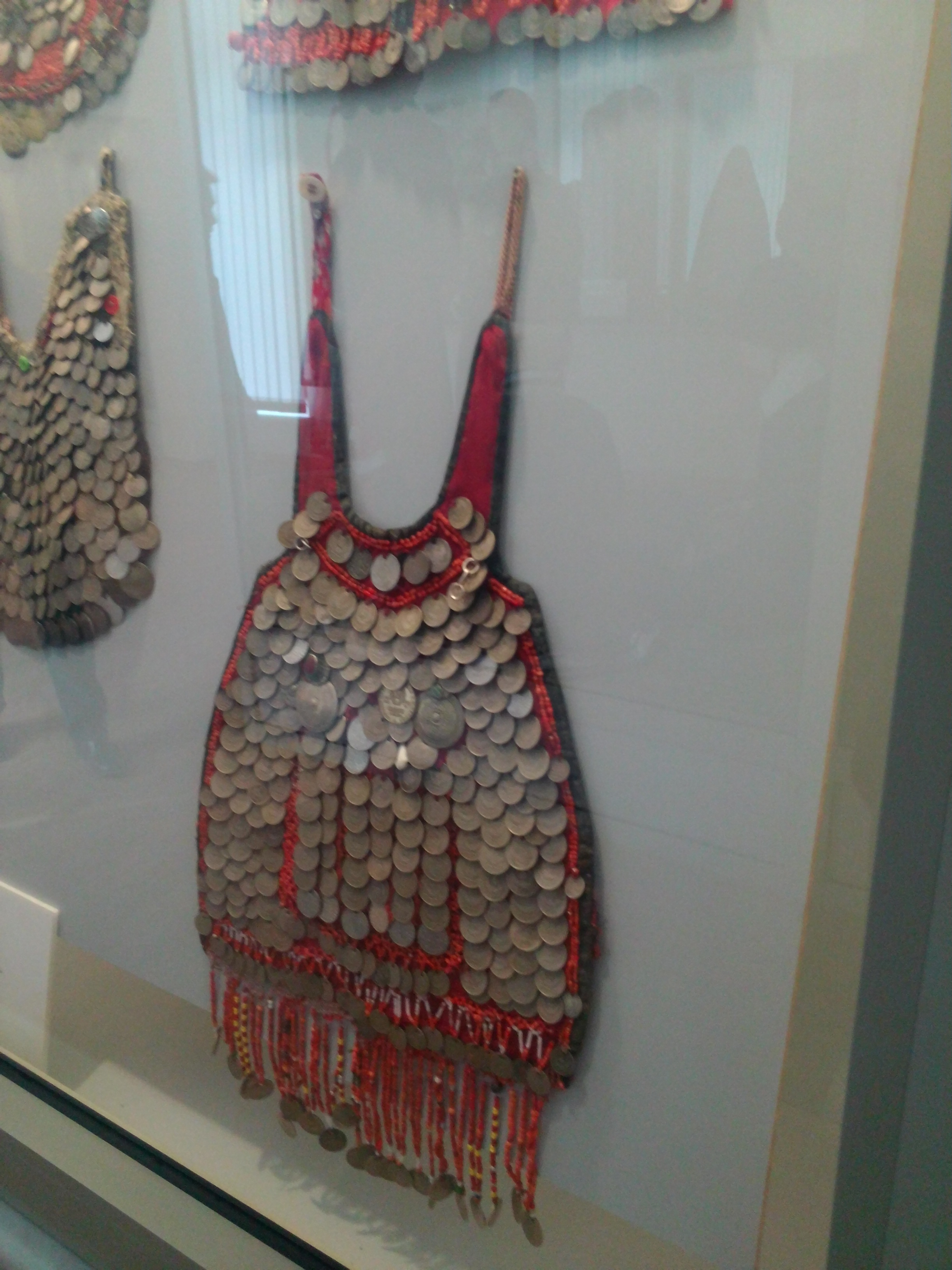
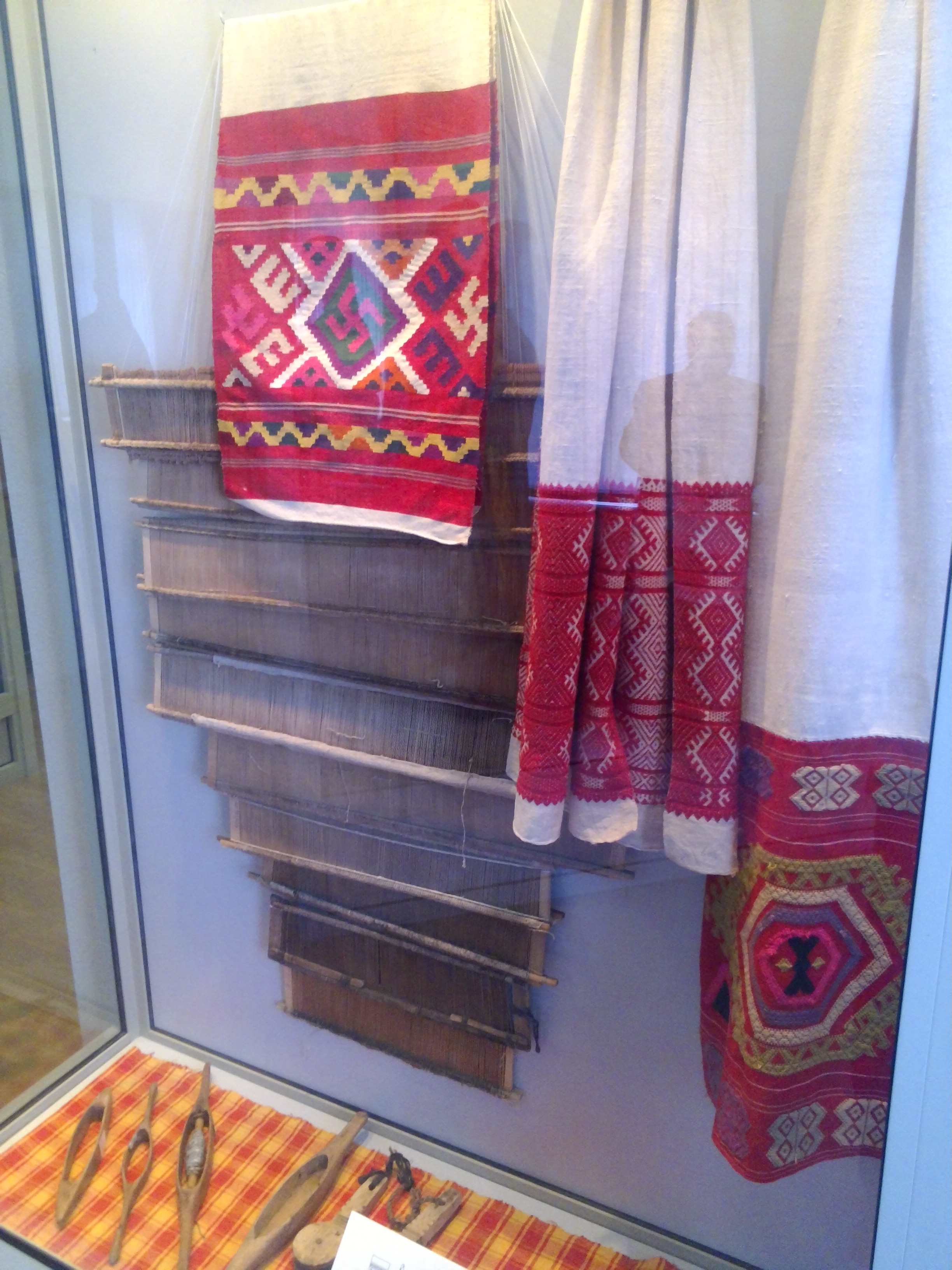
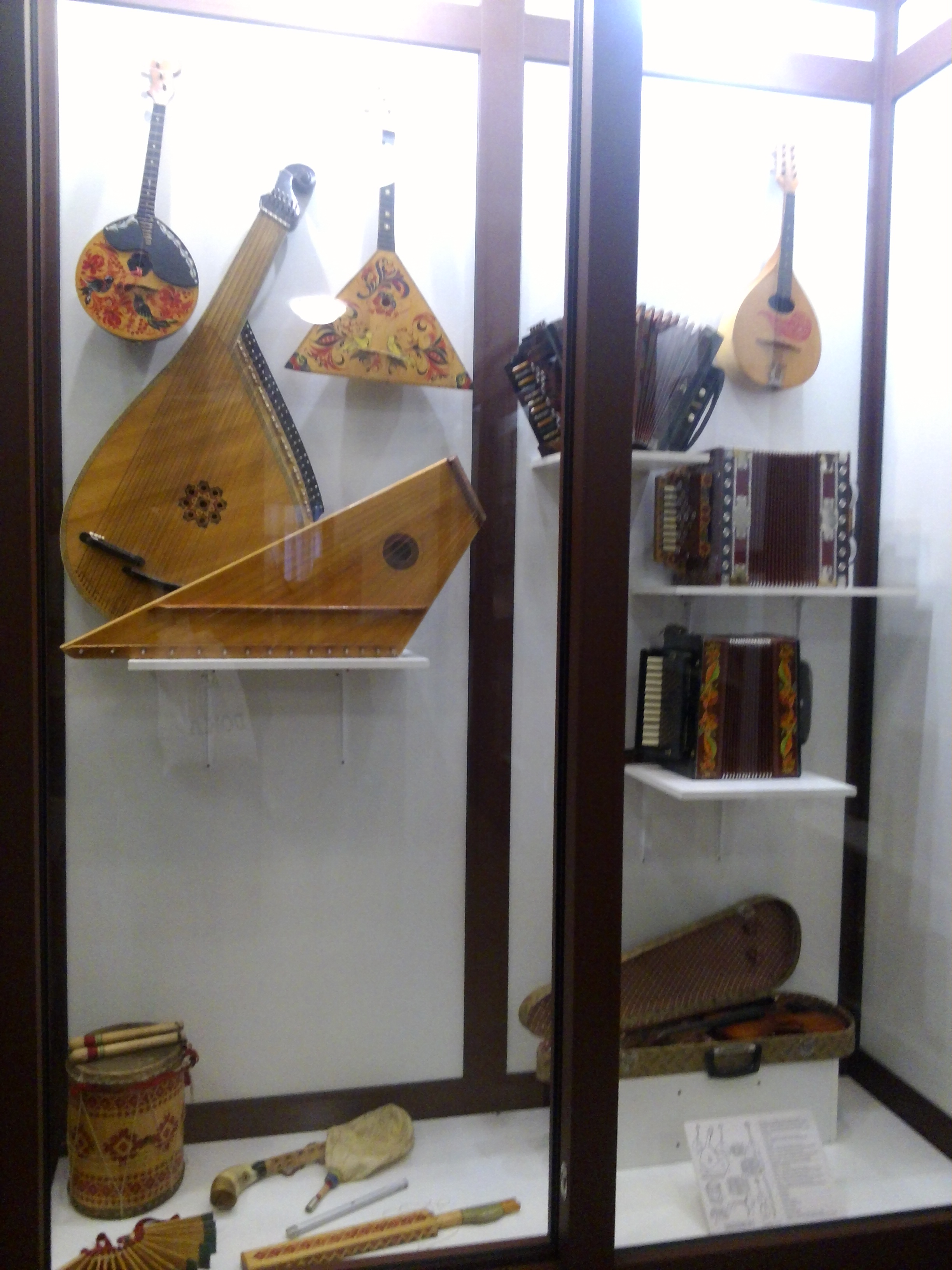
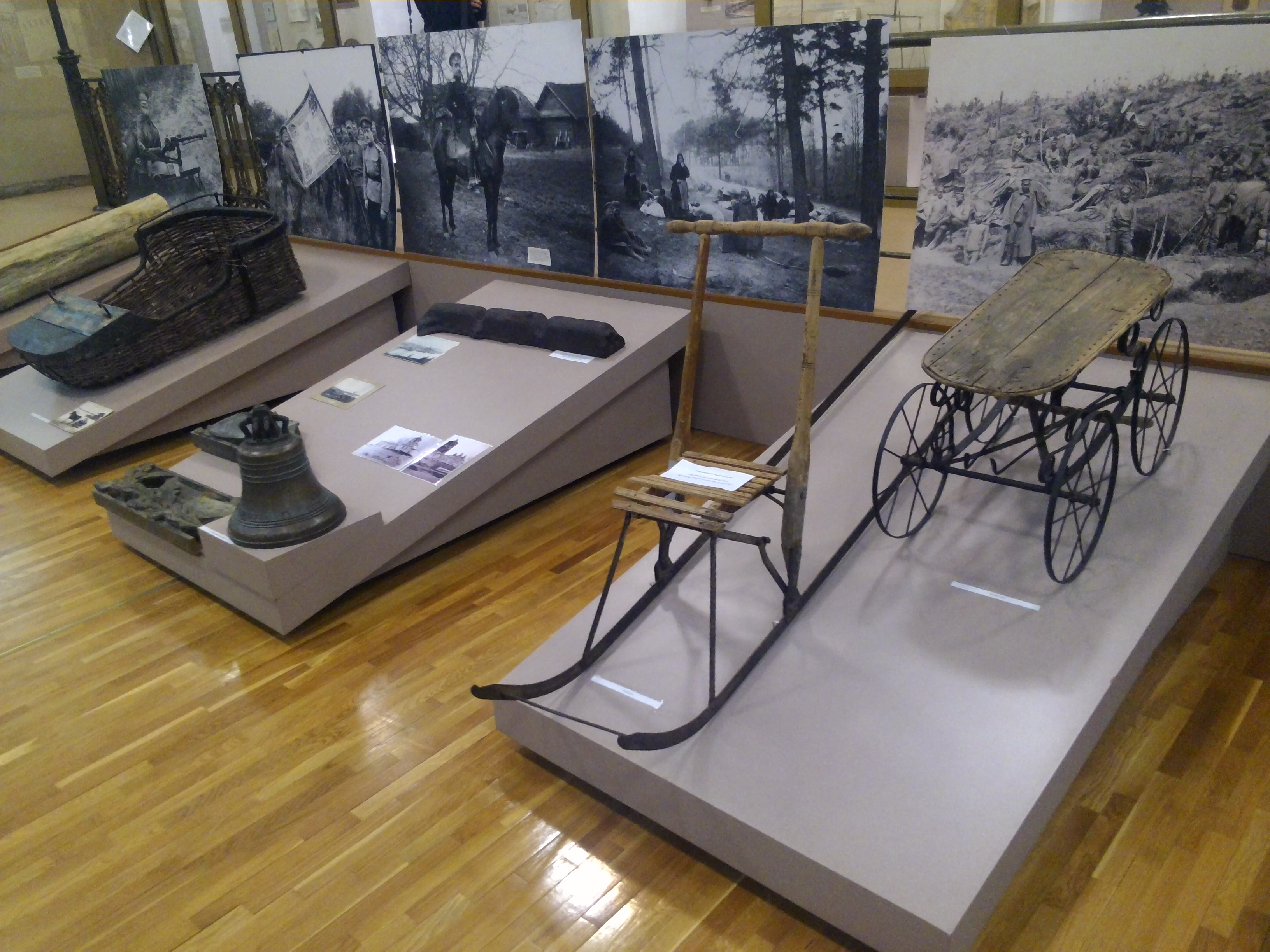